# Stary Żmigród
Stary Żmigród (do 14 lutego 1968 Żmigród Stary) – wieś w Polsce położona w województwie podkarpackim, w powiecie jasielskim, w gminie Nowy Żmigród. Leży 3 km na południowy wschód od Nowego Żmigrodu.
Miejscowość jest siedzibą rzymskokatolickiej parafii św. Katarzyny, należącej do dekanatu Nowy Żmigród, diecezji rzeszowskiej.
W latach 1975–1998 miejscowość administracyjnie należała do województwa krośnieńskiego.
Stary Żmigród jest wymieniony w akcie darowizny z 1462 r.
W 1462 r. Katarzyna żona Pawła Gołuchowskiego zapisała 1000 grzywien otrzymanych od poprzedniego męża Stadnickiego na swojej ojcowiźnie Łysogóry, Stary Żmigród, Leszczyny – dzieciom poprzedniego męża Mikołajowi i Katarzynie – małżonce Jana Trzecieskiego.
29 sierpnia 1944 wieś spacyfikowały wojska niemieckie. W wyniku akcji śmierć poniosło 6 osób.

## Kościół parafialny pw. św Katarzyny w Starym Żmigrodzie
Parafia w Starym Żmigrodzie jest najstarszą w powiecie jasielskim. Pierwsze wzmianki o niej pochodzą z 1326 r., kiedy to pobrano od miejscowego proboszcza Mikołaja daninę świętopietrza. W centrum wsi znajdował się wtedy drewniany kościół. Ówczesna parafia obejmowała swym zasięgiem okoliczne miejscowości, a najbliższa parafia znajdowała się w oddalonym o ponad 20 km Zręcinie. Prawdopodobnie w 1474 r., w czasie walk o tron węgierski, wieś padła ofiarą najazdu wojsk Macieja Korwina, dowodzonych przez Tomasza Tharczaya, w wyniku czego spłonął kościół. Z okresu tego znani są proboszczowie – wymieniony w 1479 r. Piotr oraz urzędujący w latach 1480–1483 Mikołaj Stadnicki, kanonik sandomierski. W 1500 r. wybudowany został nowy, tym razem murowany kościół pod wezwaniem św. Katarzyny Aleksandryjskiej. Konsekrowany został w 1544 r.
W 1511 r. biskup krakowski Jan Konarski dokonał połączenia parafii Stary Żmigród z parafią Nowy Żmigród.
Około 1596 r. kościołem filialnym w Starym Żmigrodzie zarządzał Jakub z Chodcza podejrzewany o to, że jest zbiegłym z zakonu bernardynem. Parafianie odmawiali mu normalnych danin księżych, uiszczając jedynie małe opłaty na kolędę. Dlatego, by utrzymać rodzinę składającą się z konkubiny i pięciorga dzieci, ksiądz ten osobiście uprawiał niewielką rolę, pracując nawet w święta.
W 1677 r. na wieś napadli zbójnicy, którzy ukradli z kościoła monstrancję z Najświętszym Sakramentem. Obecny kształt kościół uzyskał w trakcie przebudowany, dokonanej w latach 1924–1930 przez ks. Juliana Beigerta. Utrzymany został w stylu neoromańskim. Sufit kościoła kasetonowy, dach kryty blachą. Nowy kościół konsekrował bp Franciszek Barda, biskup przemyski, w 1931 r. Obecnie w ołtarzu głównym jest obraz Matki Bożej z Dzieciątkiem, po bokach figury św. Jacka oraz bł. Czesława. Konsekrowany w 1935 r., zawiera relikwie św. Wojciecha i św. Stanisława. Chrzcielnica kamienna, rzeźbiona, dzwony stalowe. Największy dzwon – Stanisław – waży 580 kg. Drugi dzwon – Józef, trzeci – Katarzyna – łącznie obydwa ważą 510 kg.
Odpust parafialny: 25 listopada

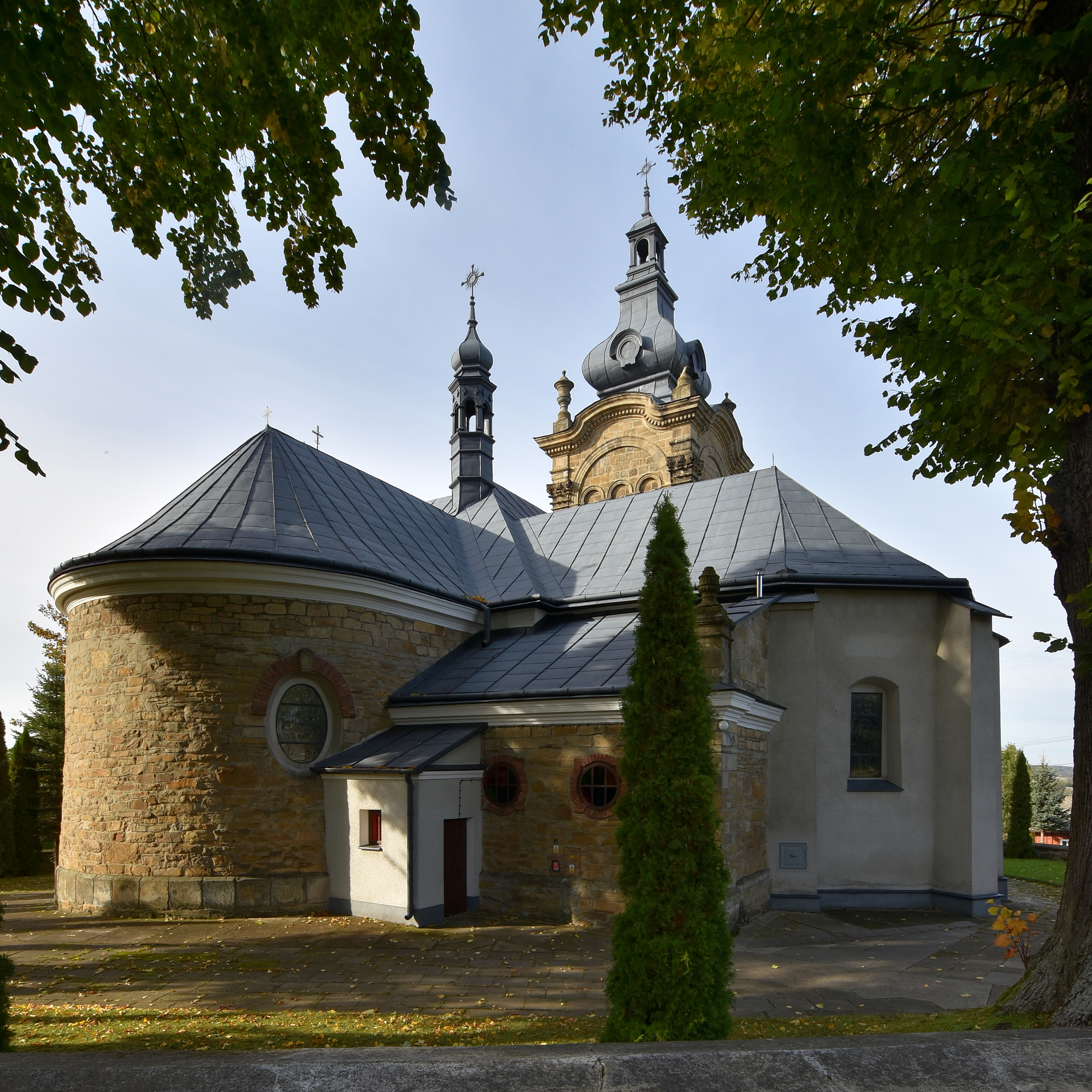
Kościół parafialny

## Warto zwiedzić
- Zabytkowy kościół z 1500 r. z gotyckim prezbiterium — jest to dawna kaplica ariańska. Ołtarz tego kościoła pochodzi z klasztornego kościoła dominikanów z Nowego Żmigrodu, zlikwidowanego przez władze austriackie w 1788 r.
- Ślady bardzo dawnych obwarowań, które miejscowe legendy wiążą z istnieniem zamczyska.
- Cmentarz parafialny